# Ergosterol
Ergosterol (ergosta-5,7,22-trien-3β-ol) je sterol prisutan u gljivicama, i imenovan po ergotu, zajedničkom imenu za članove gljivičnog roda Claviceps iz koga su ergosteroli prvobitno izolovani. Ergosterol se ne javlja u biljnim i životinjskim ćelijama. On je komponenta ćelijske membrane kvasca i gljivica, gde ima istu ulogu kao i holesterol u životinjskim ćelijama.
Ergosterol se javlja u travama poput raži i lucerke, kao i u cvetajućim biljkama, npr. hmelju.. Međutim, obično se smatra da je ergosterol detektovan zbog fungalnog rasta na biljkama (kontaminacije), jer glijvice formiraju intergralni deo sistema razlaganja trave. Ergosterolni testovi se mogu koristiti za određivanje fungalnog sadržaja u travi, žitaricama i storčnoj hrani..